# Aluminiumchloorhydraat
Aluminiumchloorhydraat is de verzamelnaam voor aluminiumzouten met de algemene formule AlnCl(3n−m)(OH)m ("polyaluminiumchloride"). De meest voorkomende vorm is Al2Cl(OH)5. Het is een kleurloze, hygroscopische kristallijne stof die oplost in water. Kristallen die aan de lucht zijn blootgesteld klonteren gemakkelijk aaneen. Uit een basische oplossing slaat aluminiumhydroxide neer.

## Productie
Commercieel wordt het geproduceerd door de reactie van aluminiumhydroxide met waterstofchloride.

## Toepassingen
Het is een veelgebruikt antitranspiratiemiddel in deodorantsprays en -rollers. Berichten dat aluminiumchloorhydraat kankerverwekkend zou zijn zijn onjuist.  Kankerinstituten als KWF Kankerbestrijding en andere medische organisaties als KNMP stellen dat er geen aantoonbaar verband is tussen het gebruik van deodorant en het ontstaan van borstkanker.
Het wordt ook gebruikt als flocculatiemiddel in water- en afvalwaterbehandeling en papierverwerking.